# Kjærlighetskarusellen

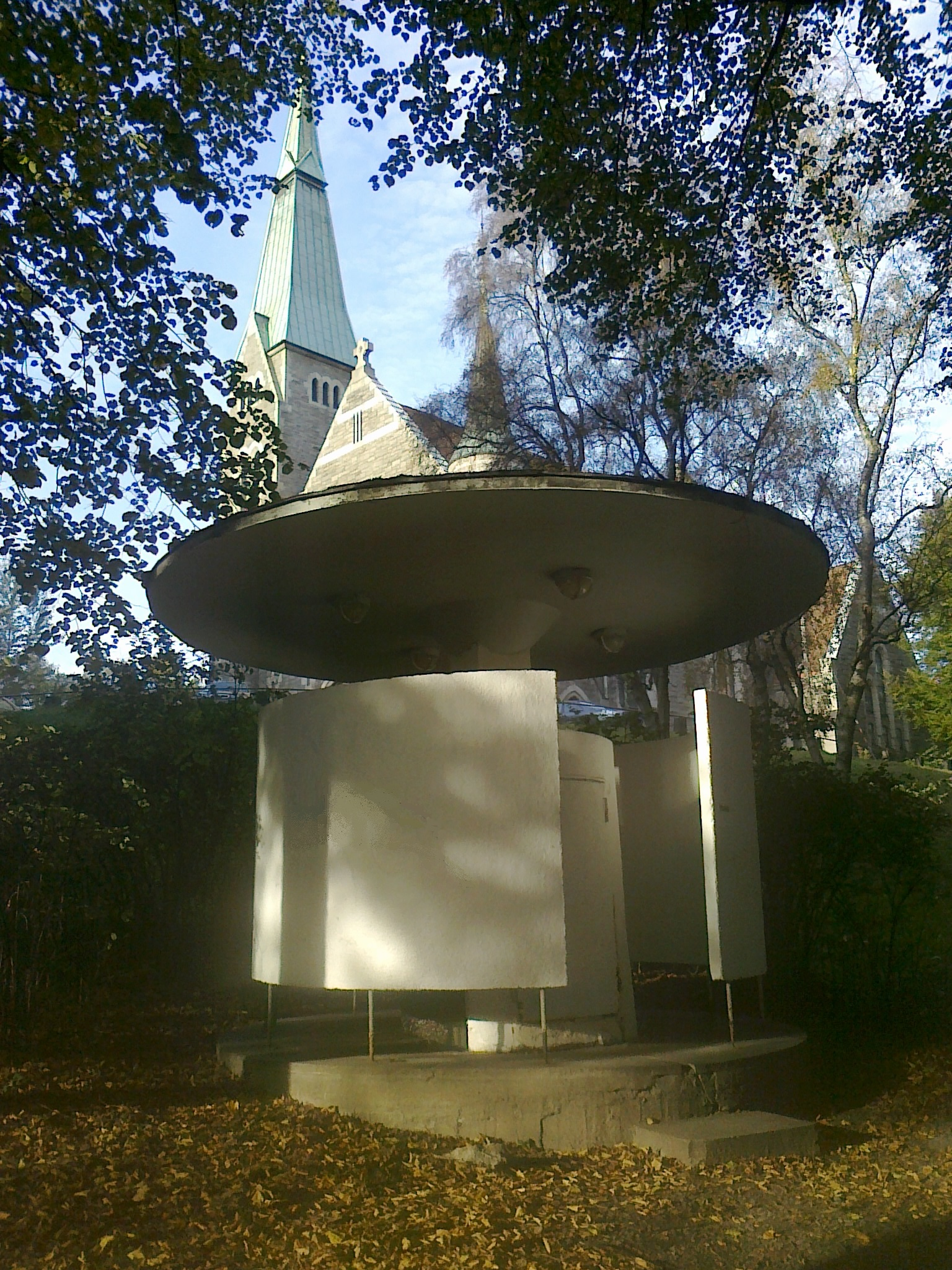
Kjærlighetskarusellen (2011)

Unter dem volkstümlichen Namen Kjærlighetskarusellen (‚Liebeskarussell‘) ist ein öffentliches Pissoir in der norwegischen Hauptstadt Oslo bekannt. Es wurde 1937 im Stensparken, einem Park im Stadtteil St. Hanshaugen und im Stadtviertel Fagerborg, nach funktionalistischen Prinzipien errichtet. Zu der Zeit, als Homosexualität unter Männern in Norwegen noch illegal war, galt das Pissoir als Treffpunkt von Homosexuellen. Seine Bekanntheit als Klappe, in Verbindung mit der runden Form, führte zu seiner volkstümlichen Bezeichnung. Weitere Spitznamen waren unter anderem Lykkehjulet (‚Glücksrad‘), Den runde tønne (‚Rundes Fass‘), Soppen (‚Pilz‘) und Paraplyen (‚Regenschirm‘). 2009 wurde es wegen seiner Bedeutung für die norwegische Sanitärgeschichte unter Denkmalschutz gestellt. Die amtliche Bezeichnung des Bauwerks in der Denkmalliste lautet Pissoaret i Stensparken (‚Pissoir im Stenspark‘).

## Konstruktion

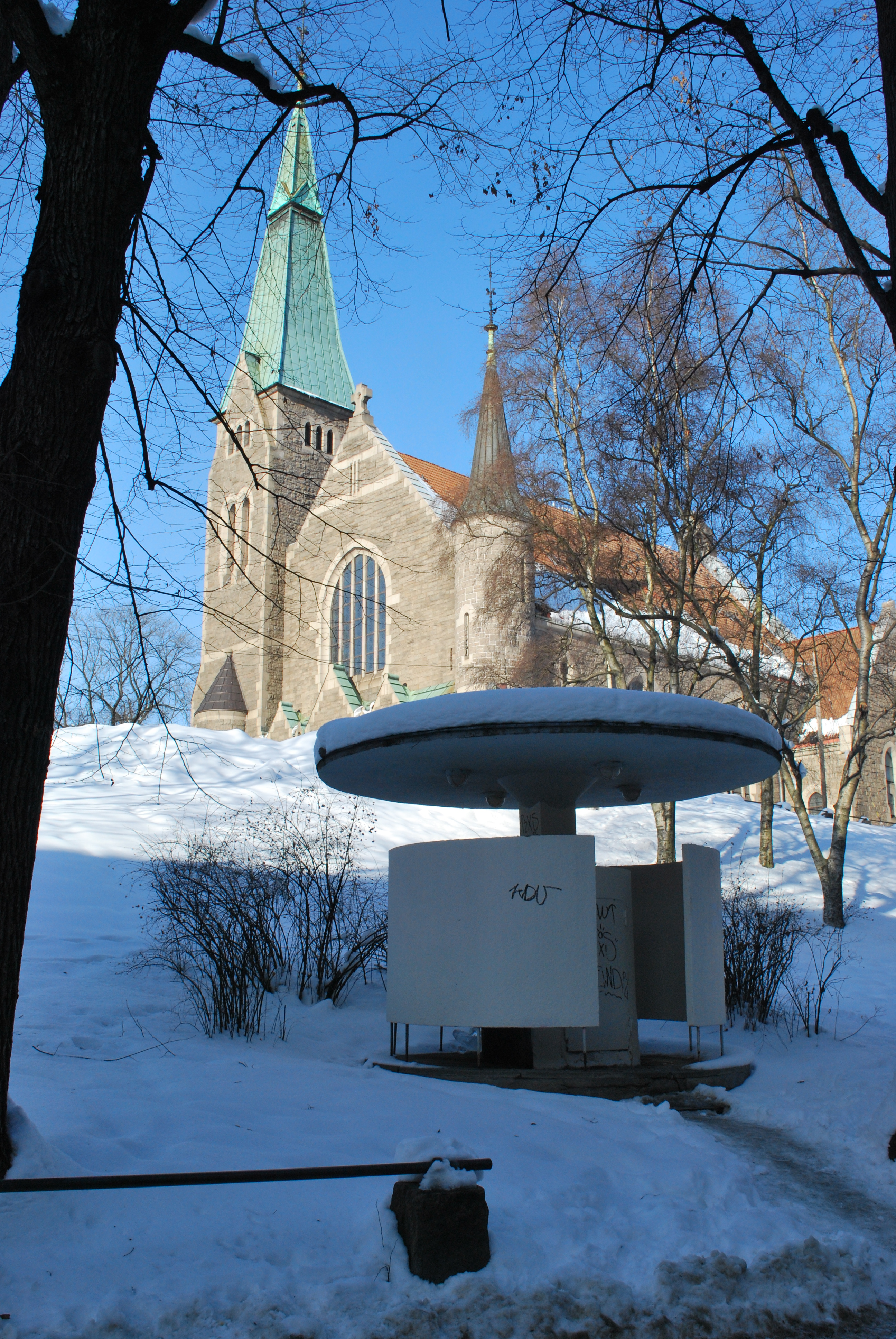
Kjærlighetskarusellen im Februar 2009 (im Hintergrund die Fagerborg kirke)

Das Pissoir wurde 1937 nach Plänen des Osloer Stadtbaumeisters Harald Aars (1875–1945) errichtet. Drei hauptsächliche Ziele bedingten die Gestaltung des Bauwerks: Es sollte Schutz gegen Regen bieten, seine offene Form sollte eine ausreichende Frischluftzufuhr gewährleisten und der Entstehung übler Gerüche vorbeugen, Benutzer sollten vor den Blicken der Öffentlichkeit geschützt sein. Darüber hinaus sollte es sich auch ästhetisch in die Umgebung des Parks einfügen. Die runde Form ist typisch für den Stil der funktionalistischen Architektur.

## Treffpunkt für Homosexuelle
Bis April 1972 konnten homosexuelle Handlungen zwischen Männern in Norwegen mit bis zu einem Jahr Gefängnis bestraft werden. Daher mussten Kontaktaufnahmen diskret erfolgen. Mehrere öffentliche Pissoirs in Oslo wurden zu Treffpunkten homosexueller Männer und erhielten diesbezüglich humorige Spitznamen wie Bel Amis im Stadtteil Sagene und Klagemuren (‚Klagemauer‘) bei der Deichmanske bibliotek. Von diesen Bedürfnisanstalten ist nur noch das Kjærlighetskarusellen erhalten. Kjærlighetskarusellen ist auch der Titel einer 2004 gedruckten Studie von Hans Wiggo Kristiansen über die Situation homosexueller norwegischer Männer vor den gesetzlichen Liberalisierungen.

## Denkmalschutz
Das Jahr 2009 wurde in Norwegen als Kulturminneåret (‚Jahr des Kulturerbes‘) begangen. In diesem Zusammenhang erfolgte auch die Aufnahme des Kjærlighetskarusellen in die Denkmalliste. Die Denkmalschutzbehörde Riksantikvaren leitete im Oktober 2008 das Verfahren ein, das letztlich zum Schutz des Bauwerks führte. Leif Pareli, Kurator am Norsk Folkemuseum, trieb die Entscheidung voran, Bezug nehmend auf die „einfache und gute funktionelle Form“ des Bauwerks sowie auf seine Bedeutung als „bekannter Treffpunkt für Homosexuelle und daher ein Zeugnis alter homosexueller Geschichte, aus einer Zeit, da solche Treffpunkte als Dorn im Auge der bestehenden Verhältnisse galten […].“
Am 30. April 2009 fand anlässlich der Erklärung des Bauwerks zum geschützten Objekt eine Feierstunde im Stensparken statt. Anwesend waren unter anderem der norwegische Umweltminister Erik Solheim und der Osloer Bürgermeister Fabian Stang. Nils Marstein, Direktor der norwegischen Denkmalschutzbehörde, sagte in seiner Rede, der Zweck des Denkmalschutzes für das Pissoir sei „die Erhaltung eines bedeutenden Beispiels der Sanitärgeschichte in Bezug darauf, wie die Stadt für alltägliche Bedürfnisse vorsorgte […].“ Laut der Behörde Riksantikvaren entstanden die ersten Pissoirs in Oslo gegen Ende des 19. Jahrhunderts, „zu einer Zeit, als viele ihr Geschäft fast überall auf den Straßen und Gassen verrichteten.“